# Ásdís Hjálmsdóttir
Ásdís Hjálmsdóttir (* 28. Oktober 1985 in Reykjavík) ist eine isländische Speerwerferin. 
Neben ihrer sportlichen Laufbahn studierte sie Pharmazie. Sie wurde im Jahr 2018 mit einer immunologischen Arbeit an der Universität Zürich promoviert.

## Sportliche Laufbahn
Ihr erstes internationales Turnier bestritt sie 2001 mit der Teilnahme an den Jugendweltmeisterschaften in Debrecen, bei denen sie Platz 14 erreichte. 2003 belegte sie bei den Junioreneuropameisterschaften Platz 19. Ein Jahr darauf belegte sie im Finale der Juniorenweltmeisterschaften in Grosseto den sechsten Platz. 2005 gewann sie zwei Gold- und eine Bronzemedaille bei den Spielen der kleinen Staaten Europas (GSSE). Zudem verpasste sie bei den U23-Europameisterschaften als Vierte knapp eine weitere Medaille.
2006 qualifizierte sie sich erstmals für die Teilnahme an den Europameisterschaften in Göteborg, bei denen sie bereits in der Qualifikation ausschied. 2007 gewann sie erneut eine Medaille bei den GSSE. 2008 qualifizierte sie sich für die Olympischen Spiele in Peking und schied dort als 50. der Qualifikation aus. 2009 stellte sie einen neuen Meisterschaftsrekord bei den Spielen der kleinen Staaten auf und sicherte sich die Goldmedaille. Auch bei ihren ersten Weltmeisterschaften in Berlin im August schied sie in der Vorrunde aus. 2010 belegte sie bei den Europameisterschaften den zehnten Platz.
2011 verpasste sie den Finaleinzug bei den Weltmeisterschaften in Daegu, wie auch bei den Europameisterschaften 2012 in Helsinki. Die Olympischen Spiele in London beendete sie auf dem elften Rang. In der Qualifikation stellte sie zudem den aktuellen isländischen Landesrekord im Speerwurf auf. Ein Jahr später schied sie bei den Weltmeisterschaften in Moskau bereits in der Qualifikation aus, wie auch bei den Weltmeisterschaften in Peking zwei Jahre später. 
2016 belegte sie bei den Europameisterschaften in Amsterdam Platz acht mit 60,37 m. Bei den Olympischen Spielen in Rio de Janeiro schied sie aber ein weiteres Mal in der Qualifikation aus. Im Juli 2017 verbesserte sie ihren Landesrekord im Speerwurf auf über 63 Meter und qualifizierte sich damit erneut für die Weltmeisterschaften in London. Dort erreichte sie mit 63,06 m das Finale und wurde mit 60,16 m Elfte. Im Jahr darauf nahm sie ein weiteres Mal an den Europameisterschaften in Berlin teil, schied dort aber mit 58,64 m bereits in der Qualifikation aus. 
Bisher wurde sie 13 Mal isländische Meisterin im Freien in diversen Wurfdisziplinen sowie drei Mal Hallenmeisterin im Kugelstoßen.

## Bestleistungen
- Kugelstoßen: 16,53 m, 12. September 2019 in Göteborg (isländischer Rekord)
  - Kugelstoßen (Halle): 15,96 m, 18. Februar 2017 in Magglingen
- Diskuswurf: 49,20 m, 25. Juni 2005 in Reykjavík
- Hammerwurf: 49,46 m, 4. Juli 2003 in Göteborg
- Speerwurf: 63,43 m, 12. Juli 2017 in Joensuu (isländischer Rekord)